# Bezirk Halle

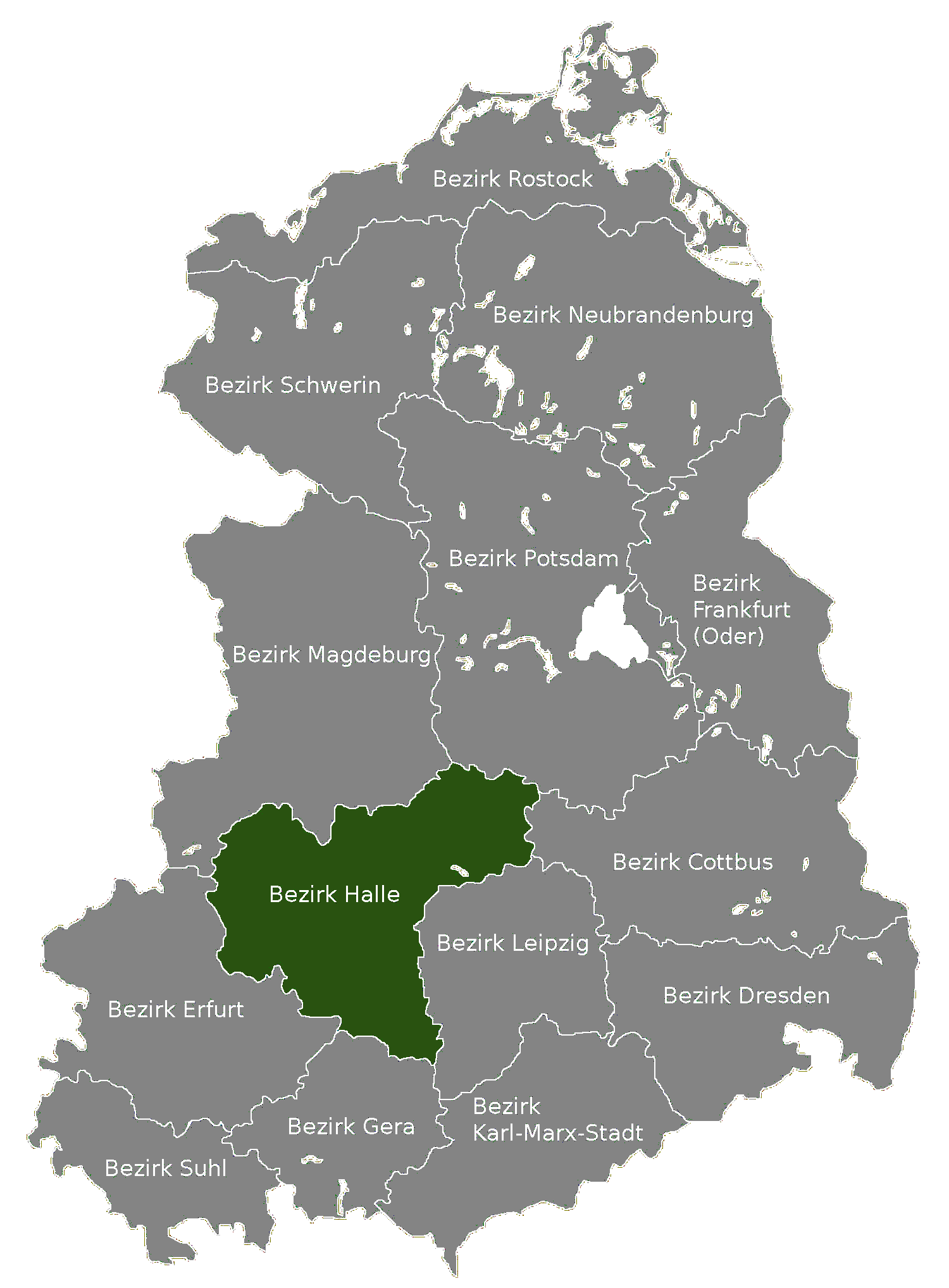
Länet Halles läge i DDR

Bezirk Halle var ett län (tyska: Bezirk) i Östtyskland med Halle som huvudort.  Länet hade en area av 8 771 km² och 1 776 458 invånare (31 december 1988).

## Historia
Det grundades tillsammans med övriga 13 distrikt 25 juli 1952 och ersatte då de tidigare tyska delstaterna i Östtyskland. 
Efter den tyska återföreningen avvecklades länet Halle och området blev huvudsakligen en del av det nyskapade förbundslandet Sachsen-Anhalt.  Bara distriktet Artern kom till Thüringen.

## Administrativ indelning
Länet Halle delades in i tre stadskrets (tyska:’’Stadtkreis’’) och tjugo distrikt/kretsar (tyska:Kreise):

### Stadskretsar i Bezirk Halle
- Halle (Saale)
- Halle-Neustadt (sedan maj 1967) (i dag en stadsdel av Halle (Saale))
- Dessau

### Distrikt i Bezirk Halle
| Distrikt (Kreis)      | Huvudort         |
| Kreis Artern          | Artern           |
| Kreis Aschersleben    | Aschersleben     |
| Kreis Bernburg        | Bernburg         |
| Kreis Bitterfeld      | Bitterfeld       |
| Kreis Eisleben        | Eisleben         |
| Kreis Gräfenhainichen | Gräfenhainichen  |
| Kreis Hettstedt       | Hettstedt        |
| Kreis Hohenmölsen     | Hohenmölsen      |
| Kreis Köthen          | Köthen           |
| Kreis Merseburg       | Merseburg        |
| Kreis Naumburg        | Naumburg (Saale) |
| Kreis Nebra           | Nebra            |
| Kreis Quedlinburg     | Quedlinburg      |
| Kreis Querfurt        | Querfurt         |
| Kreis Roßlau          | Rosslau          |
| Kreis Saalkreis       | Halle (Saale)    |
| Kreis Sangerhausen    | Sangerhausen     |
| Kreis Weißenfels      | Weißenfels       |
| Kreis Wittenberg      | Wittenberg       |
| Kreis Zeitz           | Zeitz            |